# Caisse centrale de réassurance
 (septembre 2018).
Si vous disposez d'ouvrages ou d'articles de référence ou si vous connaissez des sites web de qualité traitant du thème abordé ici, merci de compléter l'article en donnant les références utiles à sa vérifiabilité et en les liant à la section « Notes et références ».
Pour les articles homonymes, voir CCR.
La Caisse centrale de réassurance est une entreprise de réassurance française créée en 1946. C'est une société anonyme au capital de 60 millions d'euros détenue à 100 % par l’État français. Forte d’une expérience de plus de 70 ans en réassurances publiques et de marché, elle se classe parmi les 25 premiers acteurs internationaux de la réassurance.

## Histoire
La Caisse centrale de réassurance (CCR) est créée en 1946. En 1979, la CCR est habilitée par son ministère de tutelle à pratiquer librement la réassurance sans garantie de l’État. En 1982, la CCR est habilitée à créer des branches spécifiques de réassurance avec garantie de l’État : risques de guerre, risques nucléaires, catastrophes naturelles, attentats et actes de terrorisme. En 1992, la CCR devient société anonyme.
En 2016, la CCR sépare ses activités de réassurance des catastrophes naturelles de la réassurances marchés. La filiale CCR Re destinée aux activités de réassurance de marché est alors créée et opérationnelle à partir de 2017. En juillet 2023, 70 % du capital de la filiale est vendu pour près de 662 millions d’euros à SMABTP et MACSF. De plus, les mutuelles ont augmenter le capital de la société de 200 millions d'euro, pour porter leur détention du capital a près de 75 %. La société sera cédée complètement d’ici fin 2026. Cette vente valorise CCR Re a près de 1 milliards d’euro.

## Activités
Réassureur public, CCR propose aux entreprises opérant en France avec la garantie de l’État et dans l’intérêt général, des couvertures de réassurance contre les catastrophes naturelles depuis 1982 et les autres risques à caractère exceptionnel.
Les activités de réassurance avec la garantie de l'État sont :
- la réassurance des risques de catastrophes naturelles ;
- la réassurance des risques d'attentats et d'actes de terrorisme.

Risk manager de l’État, CCR collecte de données sur  les biens assurés et la sinistralité causée par les catastrophes naturelles. Elle  effectue des travaux de modélisation sur les risques extrêmes qu’elle met à disposition des assureurs, des collectivités et des pouvoirs publics. Ces travaux contribuent à l’anticipation et à la prévention des principales catastrophes naturelles.
Elle met également à disposition du grand public un site internet présentant le régime d’indemnisation des catastrophes naturelles, la liste des arrêtés portant reconnaissance de l’état de catastrophe naturelle, des fiches et des chiffres clés sur les principaux événements de catastrophes naturelles survenus au cours des 30 dernières années, ainsi qu’une carte interactive pour se localiser et visualiser son exposition et celle de sa commune, s’informer sur son exposition aux risques naturels en France.
CCR mène des travaux de recherche R&D depuis plus de 15 ans en partenariat avec le monde scientifique : Irstea, Sertit, Predict, BRGM ou encore Météo France pour la modélisation des événements climatiques extrêmes et de leur impact sur les dommages assurés. Ces partenariats donnent lieu à des études que l’on peut retrouver en ligne.
CCR est également chargée de la gestion comptable et financière de fonds publics pour le compte de l’État : 
- le FNGRA, Fonds national de gestion des risques en agriculture ;
- le FPRNM, Fonds de prévention des risques naturels majeurs ;
- le FCAC, Fonds de compensation des risques de l'assurance de la construction ;
- le FGRE, Fonds de garantie des risques liés à l'épandage agricole des boues d'épuration urbaines et industrielles ;
- le FAPDS, le Fonds de garantie des dommages consécutifs à des actes de prévention, de diagnostic ou de soins dispensés par des professionnels de santé exerçant à titre libéral.

## Direction
La CCR est présidée depuis mai 2021 par Jacques Le Pape qui a remplacé Pierre Blayau en poste depuis 2015 mais atteint par la limite d'âge. Son directeur général est Edouard Vieillefond depuis le 1er juillet 2023.